# Luigi Rinaldi
Luigi Rinaldi (Serra Sant'Abbondio, 27 agosto 1938 – Ancona, 21 settembre 2023) è stato un politico italiano.

## Biografia
È stato sindaco nel comune di Sassoferrato, dal 1980 al 1995 e dal 1999 al 2009.
Eletto deputato nel 1983 nella Democrazia Cristiana, è stato successivamente rieletto anche nella X e nella XI legislatura. Alla Camera dei Deputati ha fatto parte delle Commissioni Affari Sociali, Bilancio e Tesoro, Igiene e Sanità Pubblica. Termina il proprio mandato parlamentare nel 1994.